# Museo del Espía (Tampere)
El Museo del Espía (en finés: Vakoilumuseo) es un museo dedicado al espionaje internacional, ubicado en Tampere, Finlandia. Fundado en 1998, ha sido el primer museo del espionaje del mundo, siendo actualmente uno de dos únicos museos europeos, junto al Museo Alemán del Espionaje, dedicados a esta temática.

## Descripción
El museo se encuentra en el centro histórico del municipio de Tampere, instalado en una nave industrial. Recibe anualmente unos 20 000 visitantes, más de la mitad extranjeros, mayoritariamente de Rusia, Estados Unidos, Francia, Japón y el Reino Unido. Siendo un museo de propiedad privada y no gubernamental (es decir, ni procedente ni vinculado a un servicio de inteligencia en particular), a diferencia de otros museos del mundo –como es el caso del Museo de la CIA–, ninguna de las piezas o colecciones del museo son clasificadas, por lo que están abiertas al público en su totalidad.
La exposición central del Vakoilumuseo cubre el mundo del espionaje desde un punto de vista neutral (no enfocado en ningún país en particular), analizándolo a través de los personajes que formaban parte del mismo –a saber, los espías– y los métodos y herramientas usadas para la realización de su trabajo. Se intenta poner el hincapié en el realismo y menos en la imagen glamurosa que se ha desarrollado en torno a este mundo con base en ficciones novelísticas y cinematográficas. El principal objetivo del museo es educativo, por lo que dirige gran parte de sus actividades a niños y adolescentes.
El museo ofrece visitas guiadas en inglés y finés (en ocasiones especiales también en otros idiomas). La guía impresa del museo es disponible, aparte de en estos idiomas, también en alemán, español, francés, italiano, japonés, polaco y sueco.

### Exhibiciones y piezas
El museo reúne a una gran cantidad de material del ámbito del espionaje, incluidos artículos típicos y otros muy singulares. Entre las piezas presentadas se incluyen dispositivos de escuchas (eavesdropping), micrófonos ocultos, cámaras para espiar («minicámaras»), un polígrafo, aparatos de criptología, equipos de radio para comunicaciones secretas («radios espía»), documentos falsificados, mapas, armas ocultas y dispositivos ópticos.
Una parte del museo se dedica a los espías más célebres de la historia –con un repaso meticuloso de sus vidas y misiones–, como Kim Philby, Ethel y Julius Rosenberg, Richard Sorge, Mata Hari, Oleg Gordievsky o Sidney Reilly. También se incluyen algunos militares famosos implicados con el espionaje a lo largo de su carrera militar, como el fundador del movimiento escultista (Scout movement), Robert Baden-Powell, o el héroe de guerra local, el mariscal del campo Carl Gustaf Mannerheim. 
Otra parte de la exhibición está dedicada al espionaje nuclear durante la Guerra Fría.

### Actividades
El museo ofrece un programa caracterizado por la experiencia participativa, invitando a los visitantes a probar muchos de los artefactos exhibidos, algunos de los cuales siendo las minicámaras de visión infrarroja, un modulador de voz, una caja fuerte y el aparato de descifrado que la abre, o experimentando con tinta invisible. Entre las muchas experiencias se invita al visitante usar programas de espionaje por correo electrónico y de hacking.
El museo cuenta también con un cuarto secreto y un «túnel de espionaje» completamente oscuro, ofreciendo una «experiencia única para el visitante valiente».
Otra de las actividades del museo es una «prueba de agente» (agent test). Los participantes, al terminar la prueba, reciben una recomendación con el servicio de inteligencia más apto para sus habilidades. Las opciones que se dan son el MI6, el GRU, el Mosad, la CIA, el Säpo y el Supo. El certificado se entrega al visitante como souvenir. Otros artículos se pueden adquirir en la tienda del museo.